# Rancho Antonio
Rancho Antonio är en ort i Mexiko.   Den ligger i kommunen San José Tenango och delstaten Oaxaca, i den sydöstra delen av landet, 300 km sydost om huvudstaden Mexico City. Rancho Antonio ligger 1 097 meter över havet och antalet invånare är 214.
Terrängen runt Rancho Antonio är kuperad norrut, men söderut är den bergig. Runt Rancho Antonio är det ganska tätbefolkat, med 86 invånare per kvadratkilometer. Närmaste större samhälle är Isla Soyaltepec, 18,5 km öster om Rancho Antonio. I omgivningarna runt Rancho Antonio växer i huvudsak städsegrön lövskog.